# John Cunniff
John Cunniff (Boston, 9 luglio 1944 – 10 maggio 2002) è stato un allenatore di hockey su ghiaccio statunitense nella National Hockey League e della nazionale di hockey su ghiaccio americano.
Nell'NHL ha allenato i Hartford Whalers, Boston Bruins e New Jersey Devils. È morto nel 2002 per cancro.